# Montagne des Agneaux
Pour les articles homonymes, voir Agneau (homonymie).
Ne doit pas être confondu avec Roche des Agneaux.
La montagne des Agneaux est un sommet du massif des Écrins qui culmine à 3 664 mètres.

## Voies
La montagne des Agneaux possède de nombreuses voies d'ascension, autant en alpinisme qu'en ski de randonnée :
- la voie normale par l'arête S (via le col Tuckett), depuis le refuge du Glacier Blanc, PD ;
- la face NW, avec de nombreux couloirs/goulottes (AD à D) dont le couloir Piaget, régulièrement skié par les amateurs de pente raide ;
- la face NE, qui propose une belle boucle : montée par le Glacier supérieur d'Arsine et descente par le Réou d'Arsine (AD).

L'accès se fait par le refuge de l'Alpe de Villar d'Arène ou par le refuge du Glacier Blanc.

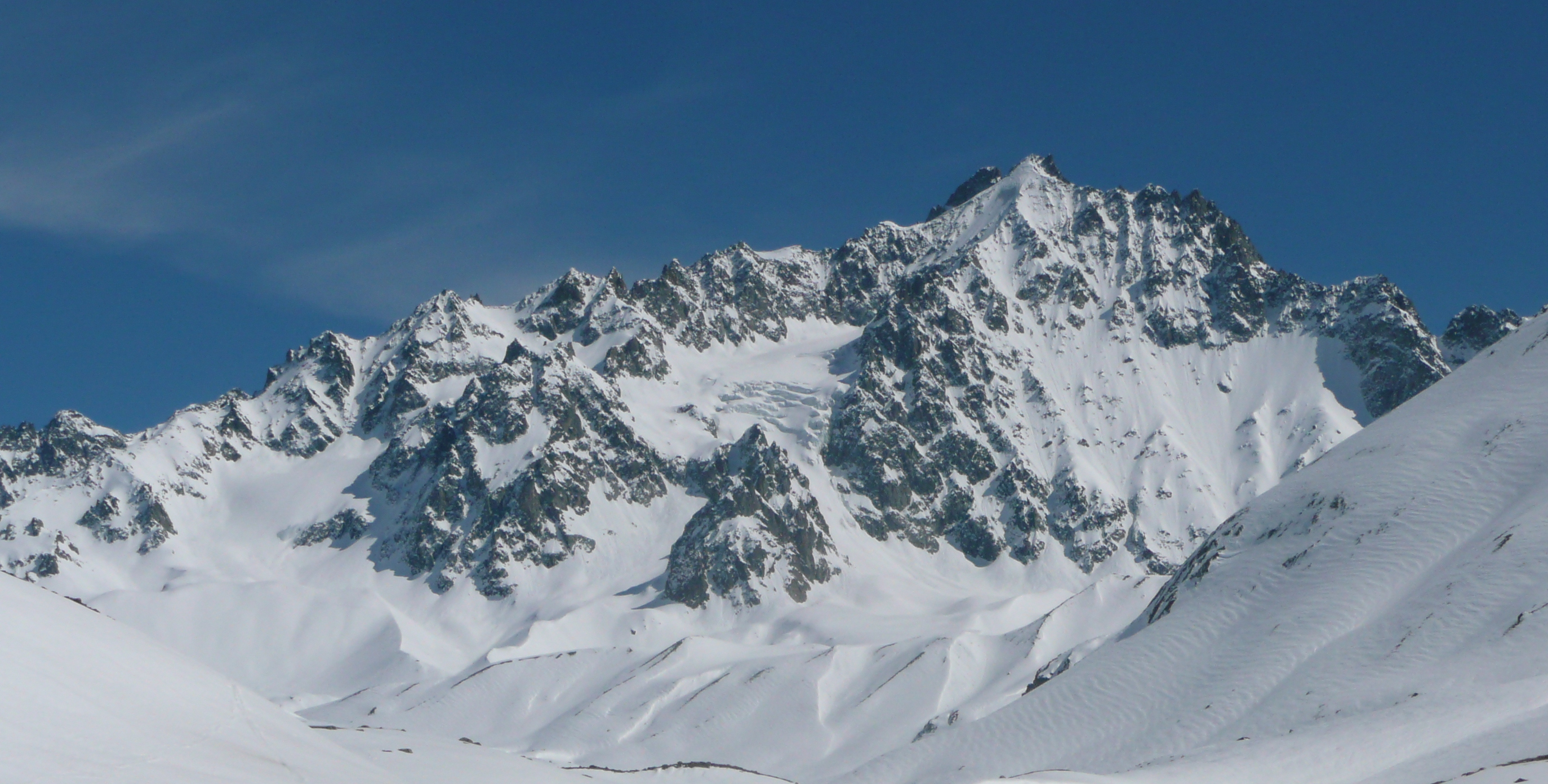
Face Nord-Ouest des Agneaux.
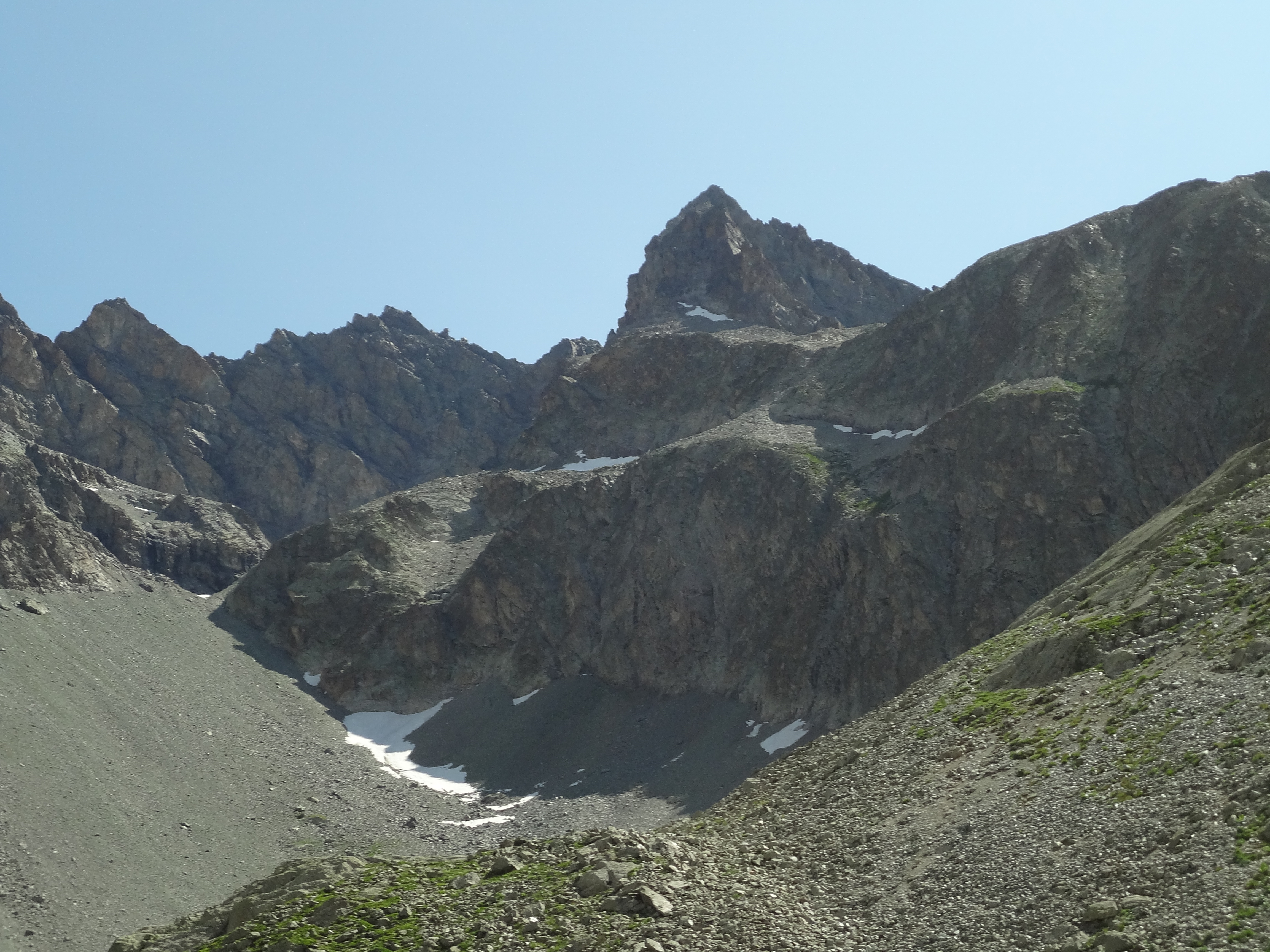
L’Ailefroide l’été, vue de l’ouest

## Historique
La 1re ascension a été réalisée par W.A.B Coolidge avec Christian Almer père et Christian Roth le 17 juillet 1873, par la voie de la Calotte.